# Dissent
Dissent és una revista d'esquerres editada per Michael Kazin i Timothy Shenk i fundada el 1954. La revista és publicada per la University of Pennsylvania Press en nom de la Foundation for the Study of Independent Social Ideas. Entre els antics coeditors figuren Irving Howe, Mitchell Cohen, Michael Walzer i David Marcus.

## Història
La revista va ser creada el 1954 per un grup d'intel·lectuals de Nova York que incloïa Lewis A. Coser, Irving Howe, Norman Mailer, Henry Pachter i Meyer Schapiro. El seu cofundador i editor durant els seus primers 15 anys va ser el propietari de la University Place Book Shop Walter Goldwater.
Des de la seva creació, Dissent es va desmarcar de posicions ideològiques ortodoxes, com ho feren també New Left Review i la revista francesa Socialisme ou Barbarie, intentant conformar una tercera posició entre el liberalisme occidental i el comunisme soviètic. Defugint la burocratització desenfrenada de les societats capitalista i comunista, Dissent es va convertir en l'espai d'escriptors com Charles Wright Mills i Paul Goodman que s'identificaven a si mateixos com a demòcrates radicals, així com d'editors que, com Irving Howe i Michael Harrington, s'identificaven amb el socialisme democràtic. Al llarg de la seva trajectòria, Dissent s'ha convertit en un mitjà influent pel que fa a la crítica social i cultural, publicant filòsofs polítics com Michael Walzer, Cornel West i Iris Marion Young, a més de novel·listes i poetes com Günter Grass i Czesław Miłosz.
En els anys 1960 i 1970, l'escepticisme de Dissent, tant cap a les revolucions del Tercer Món com cap a la cultura de la Nova Esquerra, ocasionà cert distanciament respecte dels moviments estudiantils, malgrat el seu compromís plural i igualitari amb les qüestions socials i els drets civils, fet que va allunyar-la també del creixent moviment neoconservador. Tot i que Dissent encara s'identifica amb el socialisme democràtic dels seus fundadors Lewis A. Coser i Rose Laub Coser, els seus editors i col·laboradors representen un bast espectre de posicions d'esquerra: des de l'humanisme marxista de Marshall Berman i Leszek Kołakowski fins al reformisme socialdemòcrata de Richard Rorty i Michael Walzer, passant pel feminisme radical d'Ellen Willis i Seyla Benhabib. Més recentment, diversos dels seus redactors més joves s'han significat a favor del marxisme heterodox i les lectures democràtiques radicals defensades pel moviment Occupy Wall Street.
Juntament amb el Brooklyn Institute for Social Research, Dissent va anunciar el projecte Archive consistent en digitalitzà diverses revistes literàries, com Marxist Perspectives and democracy, i proporcionar-ne l'accés en línia. Recentment, també ha presentat un podcast i ha introduït una nova secció literària dedicada a la crítica cultural.